# Emil Spitra
Emil Spitra (* 16. Februar 1851 in Marburg an der Drau; † 10. September 1924 auf dem Spitra-Hof in Klagenfurt) war ein österreichischer Großimporteur, der in Klagenfurt eine Wein- und Delikatessenhandlung betrieb.

## Leben

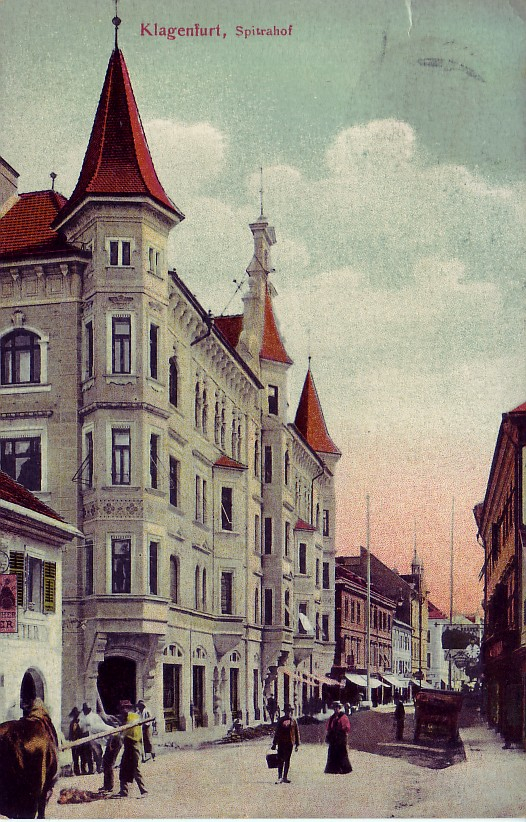
„Spitra-Hof“ an der Klagenfurter Bahnhofstraße (1907)

Emil Spitra d. Ältere kam um 1870 nach Klagenfurt, wo er zunächst in einer Gemischtwarenhandlung arbeitete. Am 11. September 1880 heiratete er Theresia Mathilde Anna Semmelrock (* 3. November 1859 in Klagenfurt; † 18. Jänner 1922 ebenda) aus der wohlhabenden und seit Generationen in Klagenfurt ansässigen Fleischhauerfamilie Semmelrock. Dadurch fand er Zugang zu den in dieser Zeit in Klagenfurt bedeutenden Bürgerfamilien wie die Margarine- und Seifenfabrikanten Hatheyer, die Installateure und Spengler Filli und die Hoteliers Trabesinger und Moser-Verdino, welche durchwegs miteinander verwandt und verschwägert waren. Um 1885 konnte er das Geschäft seines Arbeitgebers übernehmen. 
Zu den Kunden gehörten nicht nur das gehobene Bürgertum und der Adel, sondern auch der kaiserliche Hof. Für seine Verdienste wurde Emil Spitra zum k.u.k. Hoflieferanten ernannt. Spitra hatte einen eigenen Fuhrpark und Stallungen sowie einen Postversand. Waren wurden in der gesamten Doppelmonarchie sowie ins Ausland verschickt. Spitra belieferte auch den bayerischen sowie sächsischen König. 
Mit dem Erfolg konnte das Unternehmen expandieren. 1906/07 wurde das alte einstöckige „Spitra-Haus“ an der Bahnhofstraße 9, Burggasse 19 und Fleischbankgasse 2 abgerissen und mit 650.000 Kronen Kosten ein Neubau errichtet. Der „Spitra-Hof“ wurde vielstöckig mit Türmchen und Erkern gestaltet, um dem Unternehmenssitz einen repräsentativen Charakter zu vermitteln und den endgültigen Aufschwung von Spitra zum Großhändler zu demonstrieren.
Der Nachfolger wurde sein Sohn Emil Karl Franz Spitra (* 26. Mai 1894 in Klagenfurt; † 31. Oktober 1969 ebenda), genannt Emil Spitra d. Jüngere. Spitra d. J. kämpfte als Offizier im Ersten sowie Zweiten Weltkrieg. Der „Spitra-Hof“ erlitt während des Zweiten Weltkrieges Schäden, die jedoch von Emil Spitra d. J. 1954 behoben werden konnten.